# Sylvain Court
Pour les articles homonymes, voir Court.
Sylvain Court est un traileur français né le 21 octobre 1983 à Draguignan. Il a remporté les championnats du monde de trail 2015 à Annecy-le-Vieux, en France. Il a également gagné l'Éco-Trail de Paris Île-de-France en 2013. Au moment de son titre mondial, il est caporal-chef au commando parachutiste de l’air no 30 (CPA 30) de Bordeaux.

## Palmarès
| no  | masculin           | Course                                                | Longueur | Départ            | Temps            |
| --- | ------------------ | ----------------------------------------------------- | -------- | ----------------- | ---------------- |
| 3e  | Médaille de bronze | Saintélyon                                            | 68 km    | 4 décembre 2011   | 5 h 08 min 05 s  |
| 2e  | Médaille d'argent  | 6000D                                                 | 55 km    | 28 juillet 2012   | 4 h 43 min 56 s  |
| 1er | Médaille d'or      | Trail Cote d'Opale                                    | 62 km    | 9 septembre 2012  | 4 h 58 min 13 s  |
| 1er | Médaille d'or      | Gruissan Phoebus Trail                                | 50 km    | 16 février 2013   | 3 h 49 min 07 s  |
| 1er | Médaille d'or      | Éco-Trail de Paris Île-de-France                      | 80 km    | 16 mars 2013      | 5 h 48 min 58 s  |
| 1er | Médaille d'or      | Les Gendarmes et les Voleurs de Temps                 | 65 km    | 19 mai 2013       | 5 h 30 min 22 s  |
| 1er | Médaille d'or      | Montée du Nid d'Aigle                                 | 19 km    | 20 juillet 2014   | 1 h 57 min 46 s  |
| 1er | Médaille d'or      | Championnat de France de Trail (Buis les Baronnies)   | 60 km    | 28 septembre 2014 | 5 h 28 min 13 s  |
| 2e  | Médaille d'argent  | La grande course des Templiers                        | 73 km    | 26 octobre 2014   | 6 h 39 min 15 s  |
| 1er | Médaille d'or      | Trail de la Sainte Victoire                           | 57 km    | 12 avril 2015     | 5 h 34 min 53 s  |
| 1er | Médaille d'or      | Championnats du monde de trail                        | 84 km    | 30 mai 2015       | 8 h 15 min 38 s  |
| 2e  | Médaille d'argent  | Orsières-Champex-Chamonix (OCC)                       | 53 km    | 27 aout 2015      | 5 h 23 min 25 s  |
| 1er | Médaille d'or      | Championnat de France de Trail (St Martin de Vésubie) | 55 km    | 3 septembre 2016  | 5 h 48 min 33 s  |
| 3e  | Médaille de bronze | Championnats du monde de trail                        | 85 km    | 29 octobre 2016   | 8 h 30 min 39 s  |
| 1er | Médaille d'or      | Trail Nivolet Revard                                  | 51 km    | 30 avril 2017     | 4 h 32 min 50 s  |
| 1er | Médaille d'or      | Montagn'Hard 65K                                      | 60 km    | 8 juillet 2017    | 9 h 05 min 38 s  |
| 1er | Médaille d'or      | Échappée Belle                                        | 144 km   | 25 aout 2017      | 27 h 54 min 39 s |
| 2e  | Médaille d'argent  | Kanna Mountain Run                                    | 38 km    | 12 novembre 2017  | 3 h 50 min       |
| 1er | Médaille d'or      | Trail Drôme                                           | 41 km    | 15 avril 2018     | 3 h 37 min 51 s  |
| 1er | Médaille d'or      | 90km du Mont Blanc                                    | 90 km    | 29 juin 2018      | 11 h 24 min 43 s |
| 1er | Médaille d'or      | Mountain Hard China                                   | 22 km    | 24 novembre 2018  | 2 h 17 min       |
| 1er | Médaille d'or      | Trail des Aiguilles Rouges                            | 52 km    | 27 septembre 2020 | 5 h 22 min 58 s  |
| 2e  | Médaille d'argent  | Endurance Trail                                       | 99,5 km  | 20 octobre 2023   | 10 h 2 min 6 s   |
| 1er | Médaille d'or      | Ultra Trail du Saint-Jacques                          | 130 km   | 14 juin 2024      | 14 h 22 min 42 s |
| 2e  | Médaille d'argent  | Endurance Trail                                       | 99,2 km  | 18 octobre 2024   | 9 h 26 min 36 s  |
| 2e  | Médaille d'argent  | KAT100 - 100 Miles                                    | 173 km   | 7 août 2025       | 24 h 55 min 2 s  |

- Champion du Monde de Trail 2015
- 3e Championnats du Monde 2016
- Vice Champion de France 2012
- 2X Vainqueur de la Romeufontaine 2011-2012
- 2X Vainqueur du Grand Brassac 2013-2014
- 3X Vainqueur course du Laka " Lakako Lasterkaldia " 2012-2013-2016 (Record de la course en 2016 / 1 h 39 min 45 s)
- 2X Vainqueur Trail de Meribel 2016-2018 (Record de la course en 2018 / 5 h 41 min 34 s)
- Vainqueur de la Pastourelle 2010
- Vainqueur Trail de Montagrier 2011
- Vainqueur du Marathon des Burons 2013
- Vainqueur Trail du Haut Cantal 2016
- Vainqueur Trail de Cuers 2016
- Vainqueur Night Snow Trail des 2 Alpes 2017
- Vainqueur Trail de Buis les Baronnies en 3 h 37 min 51 s en 2018
- Vainqueur de l'Oxy'Trail en 1 h 20 min 59 s en 2018
- Vainqueur Mountain Hard China 🇨🇳
- Vainqueur Bélier Blanc 2019(La Clusaz)
- Vainqueur Trail de Signes 2019
- Vainqueur Lyon Urban Trail by Night 2019

.
- 10 km : 31 min 48 s à Nice (Prom Classic 2016)
- 20 km : 1 h 05 min 11 s à Paris (20 km de Paris 2017)
- Sierre-Zinal 2017 en 2 h 48 min 16 s

### Championnats du monde de trail
| Épreuve / Édition | Conwy 2013 | Annecy-le-Vieux 2015 | Gerês 2016 | Badia Prataglia 2017 | Peñagolosa 2018 |
| Résultat final    | —          | Or                   | Bronze     | —                    |                 |

Légende :
- : première place, médaille d'or
- : deuxième place, médaille d'argent
- : troisième place, médaille de bronze
- — : n'a pas participé à cette épreuve